# 100 S
100 S è un singolo del rapper italiano Inoki, pubblicato l'8 ottobre 2021 come unico estratto dalla riedizione del quinto album in studio Medioego.

## Descrizione
Il brano ha visto la partecipazione dei rapper liguri Bresh e Disme. La produzione è stata curata da Chryverde e Andrea Guarinoni.

## Tracce
1. 100 S (feat. Bresh e Disme) – 2:51